# 安塔納斯·卡瓦留斯卡斯
安塔納斯·卡瓦留斯卡斯（1984年9月19日—），立陶宛籃球運動員。他現在效力於立陶宛球隊萊塔斯籃球俱樂部。他也代表立陶宛國家籃球隊參賽。